# Robert Burhill
Robert Burhill (ou Burghill) est un prêtre anglican et controversiste anglais, né à Dymock, Gloucestershire, le 2 février 1572 (baptisé le 28 février 1572), et mort à Northwold, Norfolk, en octobre 1641.

## Biographie
Robert Burhill est le fils de George Burghill, originaire de Thinghill, Herefordshire, et de Margaret, son épouse. Il entre en 1588 au collège Corpus Christi d'Oxford, à l'âge de 16 ans. Il est reçu successivement bachelier ès arts, le 5 février 1591, maître ès arts, le 12 décembre 1594, bachelor of Divinity, le 7 juillet 1603, docteur en théologie, le 2 juin 1632. Il devient fellow stagiaire de son collège le 20 mars 1585. Il est ensuite pourvu des rectories de Northwold, près de Thetford, dans le comté de Norfolk, de Snailwell, dans le Cambridgeshire, et un bénéfice de la cathédrale de Hereford, le 20 janvier 1604.
Il est intervenu en 1606 dans une controverse entre John Howson et Thomas Pye concernant le mariage de personnes divorcées. Dans un traité latin publié à Oxford en 1606, Burhill a appuyé l'affirmation de Howson selon laquelle le mariage était illégal dans de tels cas et a réfuté les arguments opposés de Pye. Sa brochure était liée à une deuxième édition de la thèse de Howson .
En 1611 il intervient dans la controverse. Son origine était un livre rédigé par Jacques Ier en 1609, Triplici nodo triplex cuneus, sive apologia pro juramento fidelitatis, adversus duo Brevia Pontificis Pauli V. & recentes litteras cardinalis Bellarmini ad Georgium Blackvellum Angliæ archi-presbyterum scriptas. Le cardinal Bellarmin a répondu sous le nom de Matthæus Tortus, son aumônier, par un livre Responsio ad librum inscriptum : Triplici nodo triplex cuneus, Cologne, 1610. Lancelot Andrewes qui avait été chapelain du roi, successivement évêque de Chichester (1605-1609) puis évêque d'Ely (1609-1619) et évêque de Winchester (1618-1626), a voulu défendre son souverain et répondre en 1609 au cardinal Bellarmin en intitulant son ouvrage Tortula Torti, en reprenant le nom de Tortus adopté par Bellarmin. Des jésuites ont voulu répondre à cet Anglais. Martin Bécan a publié Refutatio Torturæ Torti à Mayence, en 1610. Burhill a contribué Responsio pro Tortura Torti contre Martinum Becanum Jesuitam, Londres, 1611. Andreas Eudaemon-Joannes a fait paraître un peu plus tard Parallelus Torti & Tortoris ejus Lanceloti Cicestriensis, sive responsio ad Torturam Torti, pro ill. cardinali Bellarmino, Cologne, 1611. Robert Burhill y a répondu en publiant De potestat regia, & usupartione papali, pro Tortura Torti, contra parallelum Andræ Eudœmon Johannis, Jesuitæ, en 1613. (contre Martin Becanus , De regia Potestate et Usurpatione papali pro Tortura Torti contre Parellum Andr. Eudæmon, Oxford, 1613 (contre Andreas Eudaemon Joannes ) et Assertio pro Ju re regio contra Martini Becani Jesuitæ Controversiam Anglicanam, Londres, 1613, ainsi que la défense de la réponse de John Buckeridge aux excuses du cardinal Bellarmine.
Les œuvres imprimées de Robert Burhill comprennent également un panégyrique latin sur Jacques Ier, l'invitant à se rendre à Oxford, en 1603, ainsi qu'une préface d'un sermon (Londres, 1602) de Miles Smith. Il est resté sous forme de manuscrit un commentaire de Robert Burhill sur les passages difficiles du Livre de Job. Un autre manuscrit manuscrit a été écrit à l'appui de la monarchie et de l'épiscopat et un manuscrit latin en dix livres intitulé Britannia Scholastica, vel de Britanniæ rebus scholasticis.
Ses connaissances du grec et de l'hébreu ont attiré l'attention de sir Walter Raleigh, qui a sollicité l'aide de Robert Burhill pour la composition de son History of the world (1614). 
Quand les guerres civiles ont commencé en Angleterre il s'est retiré à Northwold pour vivre dans la tranquillité et s'occuper de ses études.
Il meurt à Northwold en octobre 1641, et est inhumé dans le chœur de l'église. Un monument est érigé à sa mémoire par Samuel Knight, archidiacre de Berkshire, vers 1740.

## Publications
- Invitatorius panegyricus ad regem optimum de Elizabethæ nuper reginæ posteriore ad Oxonium adventu, Oxford, 1603.
- In controversiam inter Joannem Howsonum, & Thomam Pyum S.T. doctores, de novis post divortium ob adulterium nuptiis tractatus, in sex commentationes & elenchum monotorium distinctus. Ubi & ad excusam D. Pyi ad D. Howsonum epistolam, qua libri Howsoniani refutationem molitur, & ad ejusdem alteram manu scriptam epistolam ejusdem argumenti, qua contra Albericum Gentilem disputat, diligenter respondetur, Oxxford, 1604.
- Responsio pro Tortura Torti, contra Martinum Becanum Jesuitam, Londres, 1611.
- De potestat regia, & usupartione papali, pro Tortura Torti, contra parallelum Andræ Eudœmon Johannis, Jesuitæ, Oxford, 1613.
- Assertio pro jure contra Martini Becani Jesuitæ controversiam anglicanan, Londres, 1613.
- Defensio responsionis Joannis Buckridgii ad apologiam Roberti cardinalis Bellarmini.